# Вінченцо Грімані
Вінче́нцо Гріма́ні (італ. Vincenzo Grimani(26 травня 1655, Мантуя — 26 вересня 1710, Неаполь) — кардинал, дипломат, лібретист.

## Життєпис
Вінченцо Грімані народився 26 травня 1655 в Мантуї. Він був сином Антоніо Грімані та Олени Гонзаги, дочки Людовіко Франческо Гонзаги. З боку батька він належав до одного з найзнатніших венеційських родів, а з боку матері походив із роду Гонзага — герцогів Мантуї.
1677 року Вінченцо Грімані отримав важливу церковну бенефіцію: його родич, герцог Мантуї Фердинандо Карло Гонзага, призначив його абатом багатого цистерціанського абатства Сан-Марія-а-Лучедіо, поблизу Трино.
У своїй політичній діяльності Грімані був союзником Габсбургів. Дипломатична важливість такого союзу для Габсбургів привели до того, що на консисторії в період понтифікату Інокентія XII 1697 року Грімані був призначений куріальним кардиналом-дияконом, а 1698 року отримав титул диякона базиліки Сант-Евстакіо в Римі.
У грудні 1701 року Грімані виїхав до Відня, де залишався до липня 1706 року. У той період гострої напруги й конфліктів між Святим Престолом і австрійським домом Габсбургів новий папа Климент XI часто звертався до нього, знаючи про його вплив на дворі Габсбургів, щоб переконати імператора Йозефа I Габсбурга відновити мир у Європі.
З 1706 року до 1708 року кардинал Грімані служив імператорським послом при Святому Престолі. З 1708 року аж до смерті виконував функції віце-короля Неаполя за правління Йозефа I Габсбурга. Під час свого віце-королівства, яке ознаменувалося відновленням боротьби з Римом, особливо щодо церковних привілеїв папської курії, він, хоч і був кардиналом, зайняв рішучу антикуріївську позицію, зіпсувавши стосунки з папою Климентом XI.

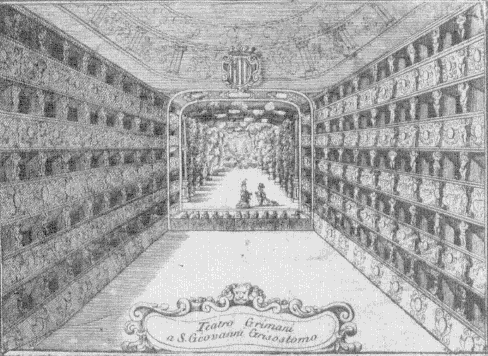
Театр «Сан-Джованні Ґрізостомо» у 18 столітті

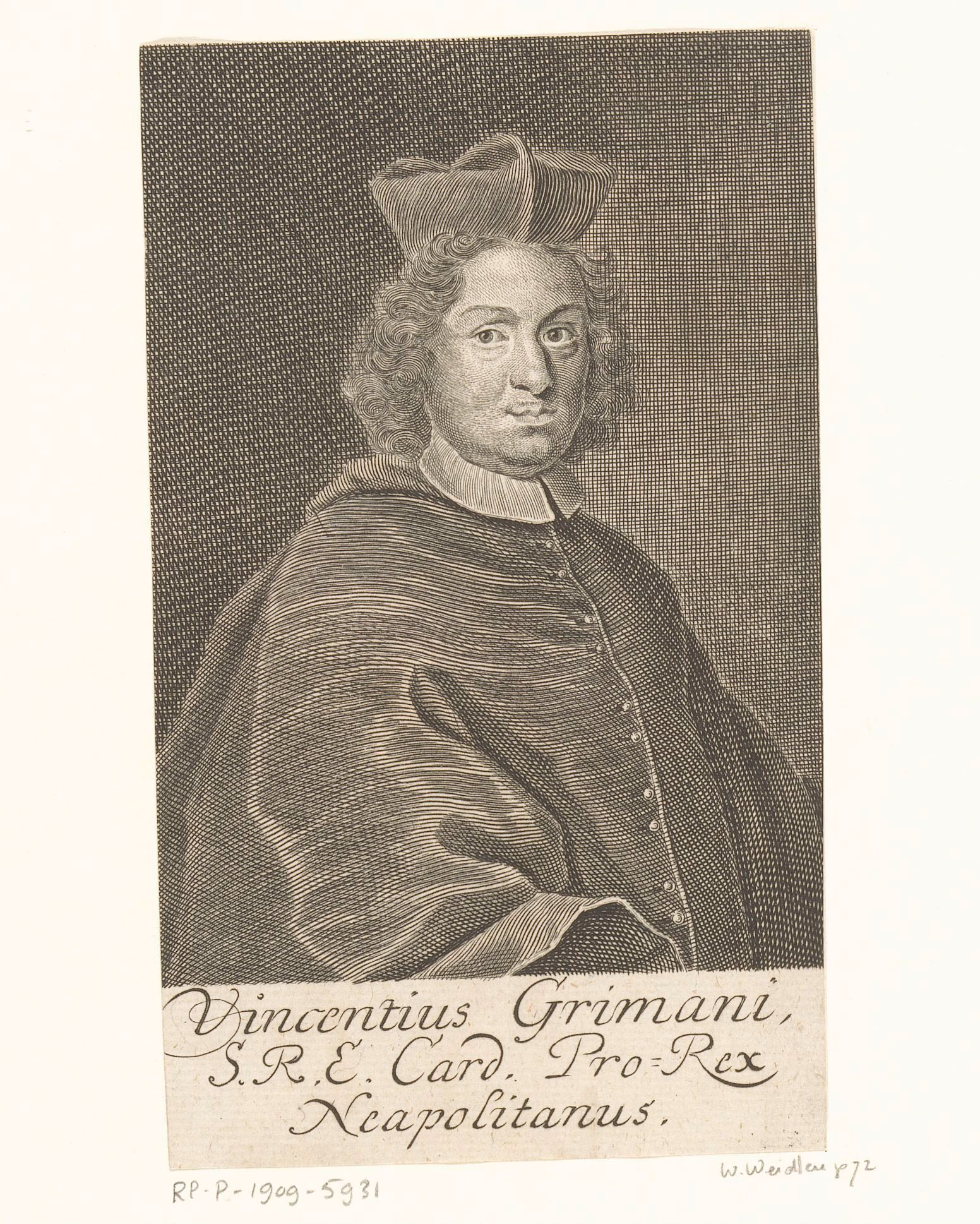
Портрет кардинала Вінченцо Грімані

У ті дуже складні на політичному та дипломатичному рівні роки Грімані не сторонився культурних справ. 1678 року Вінченцо разом зі своїм старшим братом Джованні Карло заснував новий театр «Сан-Джованні Ґрізостомо», який став одним з найвідоміших у Європі. До речі, решта членів їх родини володіла кількома іншими венеційськими оперними театрами. Театр на замовлення братів був побудований Томмазо Беззі на місці резиденції відомого мандрівника Марко Поло, знищеної після сильної пожежі 1597 року, й урочисто відкритий музичною драмою «Веспасіано» італійського композитора Карло Паллавічіно під час Венеційського карнавалу 1678 року. З цього моменту театр став головною, найрозкішнішою, венеційською сценою. Тут були поставлені успішні опери та виступали співаки високого рівня, такі як, зокрема, примадонна-сопрано Маргерита Дурастанті. Протягом його золотого періоду з театром співпрацювали відомі композитори, такі як Карло Франческо Поллароло, Алессандро Скарлатті та Георг Фрідріх Гендель.
Вінченцо став не лише організатором і замовником вистав, а й автором лібрето опер, які були поставлені в його театрі «Сан-Джованні Грізостомо». 1687 року він разом із Джироламо Фрісарі написав лібрето «Elmiro re di Corinto», покладене на музику Карло Паллавічіно; 1688 року — лібрето «Ораціо», покладене на музику Джузеппе Феліче Тосі та присвячений курфюрсту Баварії Максиміліану II Емануелю. Та найбільше він прославився як лібретист, написавши лібрето для опери «Агрипина» — раннього оперного успіху Георга Фрідріха Генделя. Улітку 1708 року в Неаполі перебував Георг Фрідріх Гендель. Можна припускати, що кардинал зустрівся з ним і довірив композитору написане ним лібрето з пропозицією створити оперу. Лібрето, навіяне римською історією, розповідає про інтриги Агрипини, дружини імператора Клавдія, щоб посадити на трон свого сина Нерона, народженого від її попереднього шлюбу. Критики вбачають в «Агрипині» сатиру на Римську курію і, зокрема, на Климента XI, якого можна було б утотожнити зі «слабким і марнославним Клавдієм». Негативний образ імператора Клавдія в опері був сприйнятий, як непрямий натяк на характер папи Климента XI, з яким кардинал Грімані часто конфліктував під час захисту інтересів Габсбургів у Ватикані. Опера була виконана з нагоди карнавалу 1710 року в театрі «Сан-Джованні Ґрізостомо», отримавши тріумфальний прийом.
Вінченцо Грімані раптово помер у Неаполі від інфекції сечового міхура у віці п'ятдесяти п'яти років. На смертному ложі він за сприяння кардинала Франческо Піньятеллі надіслав папі Клименту XI листа з проханням про прощення. Папа холодно відповів, вимагаючи публічного визнання помилок кардинала. Одначе лист від папи прийшов запізно, коли Грімані вже помер. Похорони відбулися в церкві Сан-Джованні-Маджоре 29 вересня 1710 року. Кардинал був тимчасово похований у церкві Карміне в Неаполі. Пізніше, згідно із заповітом, його останки були перевезені до Венеції й поховані у церкві Сан-Франческо делла Вінья.